# Heure au Chili

Chile Continental
Région de Magallanes et de l'Antarctique chilien
Île de Pâques.

- Chile Continental
- Région de Magallanes et de l'Antarctique chilien
- Île de Pâques

L'heure au Chili, en anglais  Chile Standard Time (CLT), en castillan Hora oficial de Chile est le fuseau horaire normale de référence du Chili.

## Fuseaux horaires
Le territoire du Chili s'étend sur trois fuseaux horaires, UTC-6, UTC-4 et UTC-3.
- Magallanes y Antártica Chilena (UTC-3) pendant toute l'année
- Chile Continental (UTC-4) depuis le 2e dimanche de mai au 2e samedi d'août, (UTC-3) depuis le 2e dimanche d'août au 2e samedi de mai.
- Chile Insular (UTC-6), sur Rapa nui (l'île de Pâques) depuis le 2e dimanche de mars au 2e samedi d'octobre, (UTC-5) depuis le 2e dimanche d'octobre au 2e samedi de mars.